# New Orleans Saints 2008
La stagione 2008 dei New Orleans Saints è stata la 42ª della franchigia nella National Football League. La squadra si classificò quarta nella propria division con un record di 8-8, mancando i playoff per il secondo anno consecutivo.

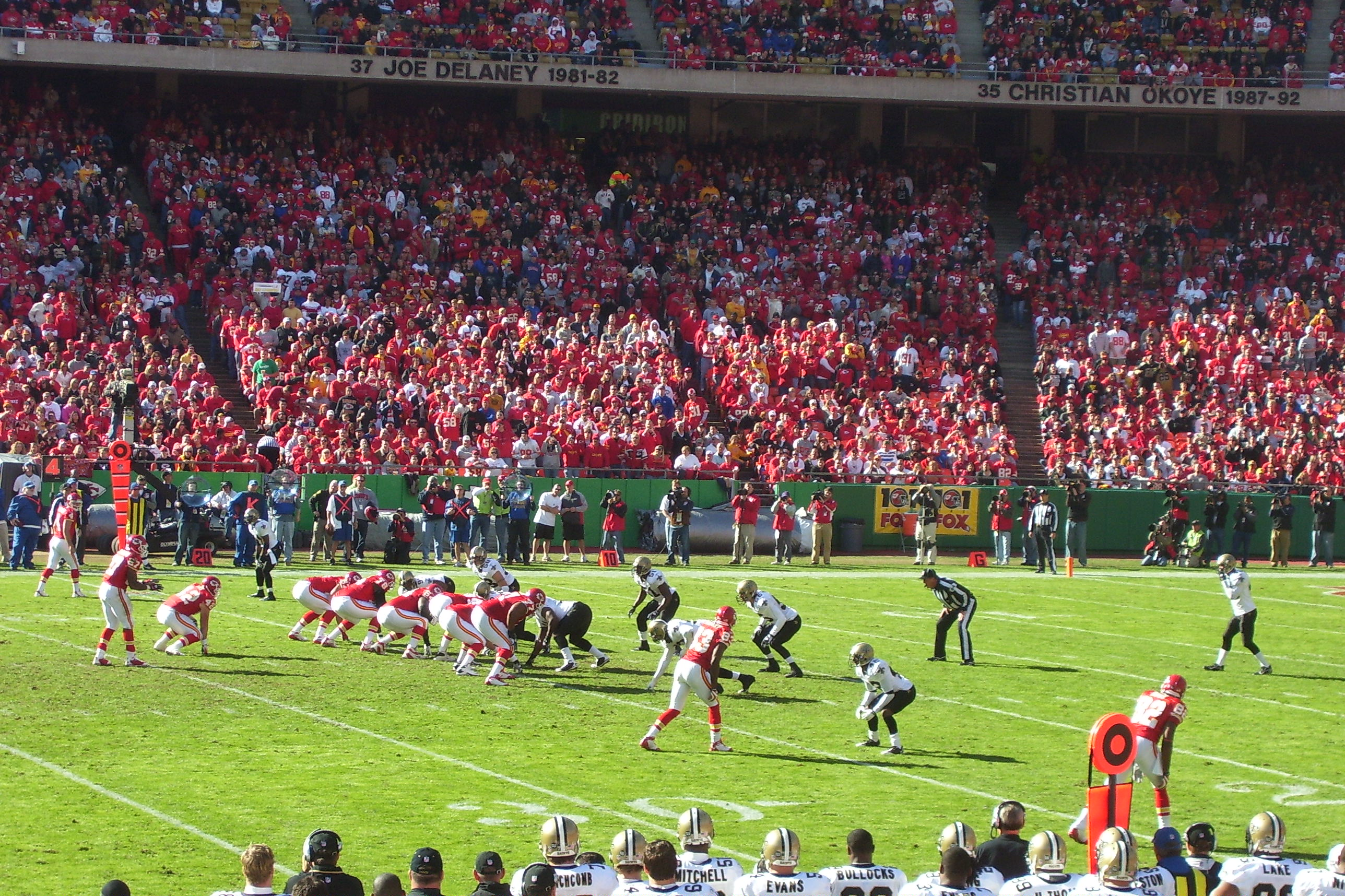
I Saints in difesa contro i Kansas City Chiefs il 16 novembre nella settimana 11

## Scelte nel Draft 2008
| Scelte dei Saints nel Draft 2008               |        |                  |                  |                      |
| Giro                                           | Scelta | Giocatore        | Ruolo            | College              |
| 1                                              | 7      | Sedrick Ellis    | Defensive tackle | USC                  |
| 2                                              | 40     | Tracy Porter     | Cornerback       | Indiana              |
| 5                                              | 144    | DeMario Pressley | Defensive tackle | North Carolina State |
| 5                                              | 164    | Carl Nicks *     | Offensive tackle | Nebraska             |
| 6                                              | 178    | Taylor Mehlhaff  | Placekicker      | Wisconsin            |
| 7                                              | 237    | Adrian Arrington | Wide receiver    | Michigan             |
| * Convocato per almeno un Pro Bowl in carriera |        |                  |                  |                      |

## Roster
| Roster dei New Orleans Saints nel 2008 |
| --- |
| Quarterback - 9 Drew Brees - 21 Mark Brunell - 3 Joey Harrington Running Back - 36 Darian Barnes FB - 40 Mike Bell - 25 Reggie Bush - 30 Lynell Hamilton - 44 Mike Karney FB - 26 Deuce McAllister - 33 Olaniyi Sobomehin FB - 27 Aaron Stecker - 23 Pierre Thomas Wide Receiver - 12 Marques Colston - 18 Terrance Copper - 10 Skyler Green - 19 Devery Henderson - 17 Robert Meachem - 16 Lance Moore - 81 David Patten - 15 Courtney Roby Tight End - 80 Mark Campbell - 83 Billy Miller - 86 Buck Ortega - 89 Sean Ryan - 88 Jeremy Shockey Offensive Linemen - 70 Jammal Brown T - 74 Jermon Bushrod T - 73 Jahri Evans G - 76 JJonathan Goodwin C - 68 Matt Lehr C - 68 Jamar Nesbit G - 77 Carl Nicks T - 78 Jon Stinchcomb T - 64 Zach Strief T Defensive Linemen - 92 Remi Ayodele DT - 97 Jeff Charleston DE - 71 Kendrick Clancy DT - 98 Sedrick Ellis DT - 94 Charles Grant - 96 Antwan Lake DT - 93 Bobby McCray DE - 79 Rob Ninkovich DE - 95 Josh Savage DE - 91 Will Smith - 72 Montavious Stanley DT - 99 Hollis Thomas DT - 66 Brian Young DE Linebacker - 56 Jo-Lonn Dunbar OLB - 54 Troy Evans OLB - 56 Scott Fujita OLB - 50 Marvin Mitchell MLB - 58 Scott Shanle OLB - 51 Jonathan Vilma MLB Defensive Back - 29 Josh Bullocks FS - 21 Jason Craft CB - 42 Jason David CB - 20 Randall Gay CB - 31 Aaron Glenn CB - 41 Roman Harper SS - 21 Terrence Holt FS - 43 Kevin Kaesviharn FS - 22 Michael Lehan CB - 34 Mike McKenzie CB - 22 Tracy Porter CB - 39 Chris Reis SS - 24 Leigh Torrence CB - 28 Usama Young S Special Team - 5 Garrett Hartley K - 47 Kevin Houser LS - 4 Glenn Pakulak P Lista delle riserve - 7 Ben Graham P (IR) - 7 Martín Gramática K (IR) - 5 Taylor Mehlhaff K (IR) - 7 Steve Weatherford P (IR) |
| Legenda - I rookie sono in corsivo. - Il primo ruolo è il principale mentre gli eventuali successivi indicano i ruoli secondari. - (IR) sta per Injured Reserve ed indica la lista ristretta per un solo giocatore infortunato che può tornare ad allenarsi dopo la settimana 6 e a rientrare in prima squadra dopo che questa ha giocato 8 partite. - (NF-Inj.) / (NF-Ill.) stanno rispettivamente per Non-Football Injured e Non-Football Illness ed indicano le liste dove viene inserito un giocatore che ha un infortunio o una malattia non dipendente dal football americano. - (PUP) sta per Physically Unable to Perform ed indica la lista dove viene inserito un giocatore mentre è in attesa di recuperare la condizione fisica. Nella stagione regolare dopo la sesta partita giocata dalla propria squadra, il giocatore ha tempo tre settimane per riprendere ad allenarsi, più tre settimane aggiuntive dal suo rientro agli allenamenti per rientrare in prima squadra. |

## Calendario
| Stagione regolare |                      |                         |                    |                    |                    |
| Turno             | Avversario           | Stadio                  | Risultato          | Record             | Sintesi            |
| 1                 | Tampa Bay Buccaneers | Louisiana Superdome     | V 24–20            | 1–0                | Recap              |
| 2                 | Washington Redskins  | Fedex Field             | S 24–29            | 1–1                | Recap              |
| 3                 | Denver Broncos       | Invesco Field           | S 32–34            | 1–2                | Recap              |
| 4                 | San Francisco 49ers  | Louisiana Superdome     | V 31–17            | 2–2                | Recap              |
| 5                 | Minnesota Vikings    | Louisiana Superdome     | S 27–30            | 2–3                | Recap              |
| 6                 | Oakland Raiders      | Louisiana Superdome     | V 34–3             | 3–3                | Recap              |
| 7                 | Carolina Panthers    | Bank of America Stadium | S 7–30             | 3–4                | Recap              |
| 8                 | San Diego Chargers   | Wembley Stadium, Londra | V 37–32            | 4–4                | Recap              |
| 9                 | Settimana di pausa   | Settimana di pausa      | Settimana di pausa | Settimana di pausa | Settimana di pausa |
| 10                | Atlanta Falcons      | Georgia Dome            | S 20–34            | 4–5                | Recap              |
| 11                | Kansas City Chiefs   | Arrowhead Stadium       | V 30–20            | 5–5                | Recap              |
| 12                | Green Bay Packers    | Louisiana Superdome     | V 51–29            | 6–5                | Recap              |
| 13                | Tampa Bay Buccaneers | Raymond James Stadium   | S 20–23            | 6–6                | Recap              |
| 14                | Atlanta Falcons      | Louisiana Superdome     | V 29–25            | 7–6                | Recap              |
| 15                | Chicago Bears        | Soldier Field           | S 24–27            | 7–7                | Recap              |
| 16                | Detroit Lions        | Ford Field              | V 42–7             | 8–7                | Recap              |
| 17                | Carolina Panthers    | Louisiana Superdome     | S 31–33            | 8–8                | Recap              |

## Classifiche
| NFC South             |    |   |   |      |     |      |     |     |     |
|                       | V  | S | P | %    | DIV | CONF | PF  | PS  | STR |
| (2) Carolina Panthers | 12 | 4 | 0 | .750 | 4–2 | 8–4  | 414 | 329 | V1  |
| (5) Atlanta Falcons   | 11 | 5 | 0 | .688 | 3–3 | 8–4  | 391 | 325 | V3  |
| Tampa Bay Buccaneers  | 9  | 7 | 0 | .563 | 3–3 | 8–4  | 361 | 323 | S4  |
| New Orleans Saints    | 8  | 8 | 0 | .500 | 2–4 | 5–7  | 463 | 393 | S1  |

## Premi
- Drew Brees:

giocatore offensivo dell'anno